# Triclema phoenicis
Triclema phoenicis är en fjärilsart som beskrevs av Karsch 1893. Triclema phoenicis ingår i släktet Triclema och familjen juvelvingar. Inga underarter finns listade i Catalogue of Life.